# Fauna (banda)
Fauna (anteriormente conocidos como Fauna Crepuscular) es una agrupación de rock venezolana conformada en 1994. En sus comienzos, fue uno de los primeros grupos venezolanos en tener éxito luego de participar en el Festival Nuevas Bandas, específicamente en su sexta edición. Alcanzaron gran notoriedad a nivel nacional luego del lanzamiento de su álbum debut de 2001, El Primero Siempre Es Rápido, que incluyó sencillos como Silicon Valley, Jodaska y Birra.

## Miembros

### Actuales
- Leonardo Degl'Innocenti - vocalista

- Emilio Alvárez  - guitarrista

- Francisco (Chewie) Valles - baterista

- Javier Padrón - guitarrista

### Antiguos miembros
- José Luis Osuna bajista y trompetista

- Daniel Leza - bajista

- Francisco Rendiles - teclista

- Diego Lecuna - saxofón

- Gustavo Insignares - guitarrista
- Eroy Troya - trompetista
- Vladimir Peña - Trombonista
- Enrique Márquez - Guitarrista
- José "Pepe Leo" Hernández - Percusión

## Discografía
- El Primero Siempre Es Rápido (2001; lanzamiento independiente)

- Camina (2004; Carijazz)

- Fauna (2006; lanzamiento independiente)

- Puño y Letra (2010)